# Pleione scopulorum
Pleione scopulorum là một loài thực vật có hoa trong họ Lan. Loài này được W.W.Sm. miêu tả khoa học đầu tiên năm 1921.